# Ратаје (Врање)
Ратаје је насељено место града Врања у Пчињском округу. Према попису из 2022. било је 489 становника (према попису из 1991. било је 611 становника).
Овде се налази Основна школа "Бранислав Нушић" Ратаје.

## Порекло становништва
Подаци датирају из 1903. године)
Село је основао предак Војин, кад се настанио морао је крчити шуму, од њега има око 30 кућа у шестом степену сродства. Пореклом је са Косова, од куда је избегао у ово село са својим братом Ристом, када су тамо завладали велики зулуми Арбанаса. Његови су потомци: Ћосини, Павленци и Ришини. Славе. св. Арханђела. Од његовог брата Ристе воде порекло: Јашунци, Бошковићи, Милошевићи, Шукаревићи и Сејизовићи и по женској линији Бошковићи. Бошковићи воде порекло од Бошка, који је био пореклом из Босне. Био је трговац и идући путем, који је водио кроз Ратаје, заноћи у кући деда Ристе и том се приликом загледа у Кћер његову, којом се потом ожени и тако остане у селу. Он је славио св. Николу, па су и Ристинци узели исту славу.
Други по старини су Сирминци. Предак Станимир Сирминац који је избегао од Призрена, због насиља арбанашког. Од њега је остало 15 кућа у петом степену сродства; потомци су му;Трајковићи, Стојковићи, Станимировићи и Николићи. Има их око 30 кућа. Славе Ђурђиц.
После њих по старини долазе Караџинци: Њихов је предак Караџа, који је пореклом из Ћустендила. Он је био хајдук, па се тек овде у селу смирио. Од њега је остало 6 кућа у четвртом степену сродства.
Из Старе Србије су дошли десетак слуга на земљу Усеин-Паше и Сулиман-бега; и данас су врло сиромашни. То су: Џунгурци, Зунзарци, Давитовци и други.

## Демографија
У насељу Ратаје живи 466 пунолетних становника, а просечна старост становништва износи 38,1 година (36,3 код мушкараца и 39,9 код жена). У насељу има 162 домаћинства, а просечан број чланова по домаћинству је 3,83.
Ово насеље је великим делом насељено Србима (према попису из 2002. године).
|  |

| Демографија | Демографија | Демографија |
| Година      | Становника  | Становника  |
| ----------- | ----------- | ----------- |
| 1948.       | 736         |             |
| 1953.       | 755         |             |
| 1961.       | 664         |             |
| 1971.       | 644         |             |
| 1981.       | 656         |             |
| 1991.       | 611         | 601         |
| 2002.       | 620         | 654         |

| Етнички састав према попису из 2002.‍ | Етнички састав према попису из 2002.‍ | Етнички састав према попису из 2002.‍ | Етнички састав према попису из 2002.‍ | Етнички састав према попису из 2002.‍ |
| ------------------------------------ | ------------------------------------ | ------------------------------------ | ------------------------------------ | ------------------------------------ |
|                                      |                                      |                                      |                                      |                                      |
| Срби                                 | Срби                                 |                                      | 619                                  | 99,83%                               |
| Македонци                            | Македонци                            |                                      | 1                                    | 0,16%                                |
| непознато                            | непознато                            |                                      | 0                                    | 0,0%                                 |

| Година пописа     | 1948. | 1953. | 1961. | 1971. | 1981. | 1991. | 2002. |
| ----------------- | ----- | ----- | ----- | ----- | ----- | ----- | ----- |
| Број домаћинстава | 122   | 132   | 139   | 151   | 164   | 152   | 162   |

| Број чланова      | 1  | 2  | 3  | 4  | 5  | 6  | 7 | 8 | 9 | 10 и више | Просек |
| ----------------- | -- | -- | -- | -- | -- | -- | - | - | - | --------- | ------ |
| Број домаћинстава | 15 | 26 | 24 | 42 | 30 | 15 | 7 | 3 | 0 | 0         | 3,83   |

| Пол    | Укупно | Неожењен/Неудата | Ожењен/Удата | Удовац/Удовица | Разведен/Разведена | Непознато |
| ------ | ------ | ---------------- | ------------ | -------------- | ------------------ | --------- |
| Мушки  | 245    | 72               | 161          | 12             | 0                  | 0         |
| Женски | 255    | 47               | 164          | 40             | 4                  | 0         |
| УКУПНО | 500    | 119              | 325          | 52             | 4                  | 0         |

| Пол    | Укупно                    | Пољопривреда, лов и шумарство | Рибарство                            | Вађење руде и камена | Прерађивачка индустрија       |
| ------ | ------------------------- | ----------------------------- | ------------------------------------ | -------------------- | ----------------------------- |
| Мушки  | 170                       | 57                            | 0                                    | 0                    | 56                            |
| Женски | 115                       | 32                            | 0                                    | 0                    | 47                            |
| УКУПНО | 285                       | 89                            | 0                                    | 0                    | 103                           |
| Пол    | Производња и снабдевање   | Грађевинарство                | Трговина                             | Хотели и ресторани   | Саобраћај, складиштење и везе |
| Мушки  | 1                         | 9                             | 16                                   | 0                    | 10                            |
| Женски | 0                         | 0                             | 10                                   | 2                    | 1                             |
| УКУПНО | 1                         | 9                             | 26                                   | 2                    | 11                            |
| Пол    | Финансијско посредовање   | Некретнине                    | Државна управа и одбрана             | Образовање           | Здравствени и социјални рад   |
| Мушки  | 1                         | 0                             | 4                                    | 5                    | 7                             |
| Женски | 1                         | 0                             | 1                                    | 10                   | 10                            |
| УКУПНО | 2                         | 0                             | 5                                    | 15                   | 17                            |
| Пол    | Остале услужне активности | Приватна домаћинства          | Екстериторијалне организације и тела | Непознато            | Непознато                     |
| Мушки  | 2                         | 0                             | 0                                    | 2                    | 2                             |
| Женски | 0                         | 0                             | 0                                    | 1                    | 1                             |
| УКУПНО | 2                         | 0                             | 0                                    | 3                    | 3                             |